# Campeonato Sul-Americano de Rugby de 1973
O Campeonato Sul-Americano de Rugby de 1973 foi a VIII edição deste torneio.

O torneio foi realizado em São Paulo (Brasil) e participaram as equipas de Argentina, Brasil, Chile, Paraguai e Uruguai.
O sucesso foi da Seleção Argentina.
O campo de jogo foi o Santo Amaro do (SPAC) São Paulo Athletic Club.

## Jogos
| 14 de Outubro de 1973 |        |          |           |
| Argentina             | 98 – 3 | Paraguai | São Paulo |
|                       |        |          | São Paulo |

| 14 de Outubro de 1973 |         |       |           |
| Uruguai               | 13 – 10 | Chile | São Paulo |
|                       |         |       | São Paulo |

| 16 de Outubro de 1973 |        |         |           |
| Argentina             | 55 – 0 | Uruguai | São Paulo |
|                       |        |         | São Paulo |

| 16 de Outubro de 1973 |        |        |           |
| Chile                 | 22 – 3 | Brasil | São Paulo |
|                       |        |        | São Paulo |

| 18 de Outubro de 1973 |        |        |           |
| Uruguai               | 16 – 6 | Brasil | São Paulo |
|                       |        |        | São Paulo |

| 18 de Outubro de 1973 |        |          |           |
| Chile                 | 27 – 3 | Paraguai | São Paulo |
|                       |        |          | São Paulo |

| 20 de Outubro de 1973 |        |          |           |
| Uruguai               | 31 – 9 | Paraguai | São Paulo |
|                       |        |          | São Paulo |

| 20 de Outubro de 1973 |        |        |           |
| Argentina             | 96 – 0 | Brasil | São Paulo |
|                       |        |        | São Paulo |

| 22 de Outubro de 1973 |        |          |           |
| Brasil                | 22 – 3 | Paraguai | São Paulo |
|                       |        |          | São Paulo |

| 22 de Outubro de 1973 |        |       |           |
| Argentina             | 60 – 3 | Chile | São Paulo |
|                       |        |       | São Paulo |

### Classificação
| Seleção   | Vitórias | Empates | Derrotas | Pontos a favor | Pontos contra | Pontos +/- | Pontos |
| --------- | -------- | ------- | -------- | -------------- | ------------- | ---------- | ------ |
| Argentina | 4        | 0       | 0        | 309            | 6             | +303       | 8      |
| Uruguai   | 3        | 0       | 1        | 60             | 80            | -20        | 6      |
| Chile     | 2        | 0       | 2        | 62             | 79            | -17        | 4      |
| Brasil    | 1        | 0       | 3        | 31             | 137           | -106       | 2      |
| Paraguai  | 0        | 0       | 4        | 18             | 178           | -160       | 0      |

Pontuação: Vitória = 2, Empate = 1, Derrota = 0 

## Campeão
| Campeonato Sul-Americano de Rugby 1973 |
| -------------------------------------- |
| ARGENTINA Campeã (8º título)           |